# Вард, Франсуа-Рене дю Бек-Креспен
Франсуа-Рене дю Бек-Креспен (фр. François-René du Bec-Crespin; ок. 1620 — 3 сентября 1688, Париж), маркиз де Вард (Vardes) — французский генерал и придворный Людовика XIV, рыцарь орденов короля.

## Биография
Сын Рене II дю Бек-Креспена, маркиза де Варда, и Жаклин де Бёй, графини де Море.
19 июня 1646, после отставки графа д'Эстре, назначен кампмейстером (полковником) собственного полка. Воевал во Фландрии, участвовал в осадах и взятии Куртре, Берга, Мардика, Дюнкерка, оказании помощи Ландреси, осаде Ла-Басе, взатии Ланса в 1647 году и Ипра в 1648-м.
9 июня 1648 получил комиссион на должность кампмейстер-лейтенанта (подполковника) Орлеанского пехотного полка, вакантную после смерти маркиза де Вьёпона, погибшего при осаде Ипра. Сохранив при этом свой пехотный полк, участвовал в битве при Лансе и взятии Фюрна.
16 января 1649 произведен в лагерные маршалы. В составе королевской армии участвовал в блокаде Парижа, битве при Шарантоне и взятии Бри-Конт-Робера. Затем, под командованием графа д'Аркура, двинулся на помощь Камбре и участвовал в осаде и взятии Конде.
В 1650 году принимал участие в деблокировании Гиза, взятии Ретеля и Ретельском сражении.
В апреле 1651 отставлен от должности в Орлеанском полку, в 1652 году воевал в армии маршала Тюренна. Сражался в бою под Этампом, участвовал в осаде этого города, где получил ранение. Затем принимал участие в битве в Сент-Антуанском предместье и осаде Ретеля.
20 мая 1654 произведен в генерал-лейтенанты. Отличился при разгроме испанцев у Ла-Рокетта в Пьемонте. В августе прибыл в Каталонскую армию, служил при осаде Пюисерды.
15 марта 1655 назначен на пост капитан-полковника роты Ста швейцарцев штатной королевской гвардии, вакантный после смерти маркиза де Монмежа. Продолжал службу в Каталонии, внес вклад во взятие мыса Кьерс, Кастийона и Кадани.
1 апреля 1660 в Ниме был назначен губернатором Эг-Морта, на место покойного герцога Орлеанского. Его полк был расформирован 20 июля.
31 января 1661 в ходе большого пожалования произведен в рыцари ордена Святого Духа.
По окончании войны маркиз де Вард принял активное участие в придворных интригах. Будучи не первой молодости, но ловким и учтивым, он приобрел влияние на молодых придворных и вошел в доверие к королю, посвятившему его в свои отношения с Луизой де Лавальер. Графиня де Суассон, сумевшая влюбить в себя маркиза, использовала его как орудие своей ревности к новой фаворитке.
Вместе с герцогиней Орлеанской и мадам де Шатийон маркиз де Вард составил так называемые «Испанские письма», якобы направленные королем Испании своей дочери, чтобы открыть ей связь Людовика XIV с Лавальер. Когда в 1664 году было установлено авторство посланий, Вард был брошен в Бастилию, а затем в феврале 1665 переведен в цитадель Монпелье, где его сокамерником был Корбинелли, любовник мадемуазель де Монтале, располагавший письмами графа де Гиша к Мадам, которые он показал своему товарищу.
После 18 месяцев заключения маркиз получил позволение удалиться в свое губернаторство. Мадам де Севинье несколько раз встречала его в Провансе, когда Вард наносил визиты ее дочери мадам де Гриньян. В январе 1669 был отставлен от должности командира Ста швейцарцев.
В мае 1683 король направил маркизу собственноручное письмо, приглашая вернуться ко двору после 18-летнего изгнания. Де Варду, придворная карьера которого прервалась на пути к герцогскому титулу и достоинству пэра Франции, не удалось вернуть прежние позиции. Он был слишком стар, не умел одеваться по современной моде, не владел новым придворным жаргоном и пропустил изменения в обычаях и этикете. На первой аудиенции у короля он упал на колени, и Людовик произнес: «Я не призывал вас, так как мое сердце было ранено, но теперь оно доброе и я рад вас видеть».
Отвечая монарху, маркиз прослезился, что произвело на Людовика благоприятное впечатление. В 1685 году ему вернули пост капитана Ста швейцарцев. Через три года маркиз умер после длительной лихорадки.

## Семья
Жена: Катрин Николаи (ум. 1661), дочь Антуана II Николаи, маркиза де Гуссенвиля, и Мари Амело
Дочь:
- Мари-Элизабет Креспен дю Бек (1661—1743). Муж (1678): Луи I де Роган-Шабо, герцог де Роган (1652—1727)